# Kenneth Gould
Kenneth Gould est un boxeur américain né à Rockford (Illinois) le 11 mai 1967.

## Carrière
Sa carrière amateur est principalement marquée par une médaille de bronze remportée aux Jeux olympiques de Séoul en 1988 en poids welters et par une médaille d'or aux championnats du monde de Reno en 1986 dans la catégorie super-welters.

### Jeux olympiques
- Médaille de bronze en -67 kg aux Jeux de 1988 à Séoul en Corée du Sud

### Championnats du monde de boxe amateur
- Médaille d'or en -71 kg 1986 à Reno aux États-Unis